# Eutardigrada
Eutardigrada là một lớp của gấu nước không có ruột dư bên còn gọi là manh tràng bên. Chủ yếu là sống ở nước ngọt, một số loài đạt được khả năng sống trong môi trường biển là môi trường thứ hai (Halobiotus). Do cryptobiosis, nhiều loài có thể sống tạm thời trong môi trường rất khô. Hơn 700 loài đã được mô tả.